# Tažovická Lhota
Tažovická Lhota je malá vesnice, část obce Volenice v okrese Strakonice v Jihočeském kraji. Nachází se asi 2,5 kilometru jihovýchodně od Volenic a zhruba půl kilometru severovýchodně od Tažovic. Je zde evidováno 19 adres. Trvale zde žije 13 obyvatel. Zástavba je rozdělena na dvě přibližně stejně velké části, které odděluje asi šedesát metrů široký pás luk.
Tažovická Lhota leží v katastrálním území Tažovice o výměře 3,46 km².

## Historie
První písemná zmínka o vesnici pochází z roku 1547.

## Obyvatelstvo
| Rok            | 1869 | 1880 | 1890 | 1900 | 1910 | 1921 | 1930 | 1950 | 1961 | 1970 | 1980 | 1991 | 2001 | 2011 | 2021 |
| -------------- | ---- | ---- | ---- | ---- | ---- | ---- | ---- | ---- | ---- | ---- | ---- | ---- | ---- | ---- | ---- |
| Počet obyvatel | 132  | 135  | 128  | 108  | 121  | 107  | 87   | 61   | 54   | 44   | 30   | 21   | 10   | 14   | 13   |
| Počet domů     | 23   | 23   | 21   | 21   | 21   | 21   | 21   | 22   | 22   | 15   | 12   | 17   | 19   | 16   | 19   |

## Obecní správa
Při sčítání lidu v letech 1850–1980 Tažovická Lhota byla osadou obce Tažovice v okrese Strakonice. Od 1. dubna 1980 je částí obce Volenice v okrese Strakonice.